# Czeczenia

Mapa polityczna regionu Kaukazu

Czeczenia (czecz. Нохчийчоь/Noxçiyçö, ros. Чечня, Czecznia), Republika Czeczeńska (czecz. Нохчийн Республика / Noxçiyn Respublika; ros. Чеченская Республика, Czeczenskaja Riespublika) – republika autonomiczna ze stolicą w mieście Grozny, wchodząca w skład Federacji Rosyjskiej. Jest położona na Kaukazie Północnym, graniczy z rosyjskimi Dagestanem na wschodzie, Inguszetią na zachodzie, Krajem Stawropolskim na północy oraz Gruzją na południu.
W czasie rozpadu ZSRR grupa przywódców czeczeńskich ogłosiła niepodległość republiki, która trwała od 1991 do 1994 r. pomimo braku oficjalnego uznania na arenie międzynarodowej. W 1992 r. Czeczenia (wraz z Tatarstanem) odmówiła podpisania układu stowarzyszeniowego z Federacją Rosyjską. Rosja nie uznała tej odmowy i w 1994 r. rozpoczęła wojnę mającą na celu opanowanie Czeczenii – konflikt w 1996 r. zakończył się zwycięstwem zwolenników niepodległości. Drugą próbę podporządkowania republiki Rosja podjęła w 1999 r., i po zajęciu całego terytorium przez wojska federalne ogłosiła w 2002 r. zakończenie wojny.
Oficjalne uzasadnienie władz Federacji Rosyjskiej wojny z Czeczenią mówi o obronie integralności terytorialnej Rosji i walce z separatystycznymi, terrorystycznymi, fundamentalistycznymi grupami muzułmańskimi.

## Historia

### Do XVIII wieku
W czasie wojen religijnych z Imperium Osmańskim w XV wieku, jesienią 1721 maszerujące na Persję wojska Piotra I, nieatakowane przez nikogo, przeszły przez Czeczenię. Do pierwszych starć rosyjsko-czeczeńskich doszło kilkanaście lat później, kiedy Czeczeni dowodzeni przez księcia Ajdemira rozgromili oddział pułkownika Kocha, który był wspierany przez czeczeńskiego księcia Kazbułata. W 1785 wybuchło w Czeczenii pierwsze powstanie antyrosyjskie. Kierował nim duchowny muzułmański, Uszurma z Ałdów, który przyjął imię Szejk Mansur. Powstanie wybuchło jako odpowiedź na działalność Rosjan, którzy zapuszczali się daleko na południe za graniczną rzekę Terek, pacyfikowali auły (ufortyfikowane wioski) czeczeńskie i wysyłali ekspedycje karne wymierzone przeciw Czeczenom. Powstanie zakończyło się niepowodzeniem, a jego przywódca został pojmany i zesłany na Wyspy Sołowieckie.

### Czasy carskie
Od początku XIX wieku Rosjanie przygotowywali się do podboju Kaukazu. W pierwszych trzech dekadach zdążyli opanować prawie cały Kaukaz Południowy, po czym czas przyszedł na podbój północnej części Kaukazu. Rosjanie budowali forty, palili lasy, pustoszyli auły, co wywoływało wściekłość kaukaskich górali. Ci zaś napadali na rosyjskie osady kolonizatorów i strzelali do kozackich patroli. Z żołnierzami rosyjskimi walczyli Bejbułat Tajmijew, Gazi Mahomet (Kazi-Mułła) i Hamzat-Bek. Jednak dopiero w 1834 zdecydowany opór rosyjskiemu imperializmowi zadał Imam Szamil, który stanął na czele wielkiego powstania antyrosyjskiego rozpoczynając tym samym wojnę kaukaską, trwającą 30 lat. Przewaga technologiczna oraz wielkość armii (w porywach sięgającej do pół miliona) doprowadziła do zwycięstwa Rosjan. Na wschodzie stało się to wcześniej, bo po wzięciu Imama Szamila do niewoli w 1859 opór ustał, zaś na zachodzie wojnę zakończono 21 maja 1864. Walki tamtego okresu były opisywane w literaturze przez Lwa Tołstoja. Brali w nich udział zesłańcy, m.in. Michaił Lermontow, a także liczni zesłańcy polscy i Polacy służący w szeregach armii carskiej. Czeczenia, tak jak pozostałe krainy Kaukazu Północnego została wcielona do Imperium Rosyjskiego – a konkretnie znalazła się w składzie obwodu tereckiego. Kontrolę sprawowali Rosjanie, którzy przebywali w ufortyfikowanych garnizonach i pilnowali przełęczy.

### Obalenie caratu, Republika Górska Północnego Kaukazu
Po rewolucji lutowej i obaleniu caratu, Kaukaz Północny proklamował powstanie Republiki Górskiej Północnego Kaukazu, zaś po przewrocie bolszewickim ogłosił jej niepodległość od Rosji. Liczne spory wewnętrzne spowodowały osłabienie republiki, po czym została podbita przez armię Antona Denikina, by po ich klęsce ulec ostatecznie Armii Czerwonej.

### Czasy sowieckie
Po utworzeniu ZSRR obszar zamieszkany przez Czeczenów wszedł w skład Górskiej ASRR, w ramach której w 1923 r. utworzono Czeczeński Obwód Autonomiczny, który od 1924 r. wszedł bezpośrednio w skład Rosyjskiej FSRR. W 1934 r. Czeczeński OA połączono z Inguskim OA tworząc Czeczeńsko-Inguski Obwód Autonomiczny. W 1936 r. obwód stał się jedną z autonomicznych republik ZSRR (Czeczeńsko-Inguska ASRR). Przeprowadzono tam przymusową kolektywizację i ateizację. Zdarzały się czystki i mordy na inteligencji. W czasie II wojny światowej i zajęciu części Kaukazu przez wojska niemieckie pewne grupy Czeczenów i Inguszów – w nadziei na wywalczenie niepodległości, podjęły współpracę z Niemcami, m.in. formując walczące u ich boku oddziały wojskowe i nasilając partyzantkę na zapleczu frontu, co później spowodowało w ramach stosowanej odpowiedzialności zbiorowej decyzją władz radzieckich, w tym Stalina o likwidacji w 1944 Czeczeńsko-Inguskiej ASRR i wysiedlenie Czeczenów z Inguszami głównie do Kazachstanu i na Syberię. 23 lutego 1944 rozpoczęła się deportacja, w trakcie której zmarło ok. 1/4 populacji. Powrót do ojczyzny Czeczenów i Inguszów stał się możliwy cztery lata po śmierci Stalina w 1957. Decyzją Chruszczowa republikę reaktywowano w 1957 r.
W oczach Moskwy Wajnachowie (Czeczeni i Ingusze) nadal pozostawali tzw. elementem niepewnym. Władze radzieckie utrudniały im dostęp do edukacji i służby zdrowia, nie powoływały na wysokie stanowiska. W Czeczeńsko-Inguskiej ASRR szalało ukryte bezrobocie.
26 kwietnia 1991 Borys Jelcyn podpisał dekret o rozgraniczeniu pełnomocnictw między Związkiem Radzieckim a podmiotami federacji, zrównujący w prawach republiki związkowe i autonomiczne. Jednym i drugim podmiotom, w artykule 1, przyznano prawo do „swobodnego samostanowienia”.

### Dzieje najnowsze

Flaga niepodległej Czeczenii

Godło niepodległej Czeczenii

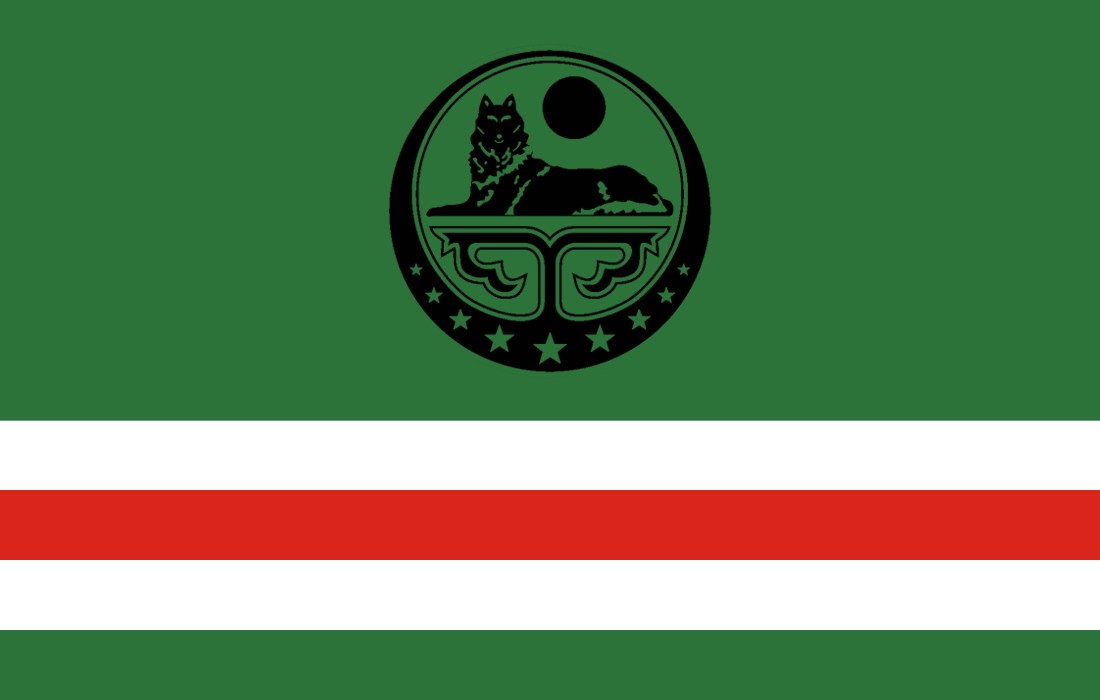
Flaga z godłem niepodległej Czeczenii

### Pierwsza niezależność (1991–1994)
Gdy w nocy z 18 na 19 sierpnia 1991 w Moskwie wybuchł tzw. pucz Janajewa władze Czeczeńsko-Inguskiej Autonomicznej Socjalistycznej Republiki Radzieckiej zdecydowały się poprzeć puczystów. To wydarzenie miało swoje skutki w Czeczenii, bowiem 1 września 1991 Komitet Wykonawczy Ogólnonarodowego Kongresu Narodu Czeczeńskiego rozwiązał dotychczas funkcjonującą Radę Tymczasową republiki i rozkazał swoim oddziałom zająć parlament, co stało się bez sprzeciwu ze strony Moskwy, która pamiętała postawę Rady podczas puczu Janajewa, i dlatego nie zdecydowała się wspomóc dawnych władz. 6 września 1991 przywódca ruchu niepodległościowego Dżochar Dudajew obalił Radę Tymczasową republiki i przejął władzę w Czeczenii, w której zaplanowano nowe wybory parlamentarne i prezydenckie, a które wygrał Dudajew i jego stronnicy. 27 października 1991 wybrany na prezydenta Dudajew ogłosił 1 listopada 1991 dekret o suwerenności Republiki Czeczenii.
2 listopada 1991 wiceprezydent Rosyjskiej FSRR Aleksandr Ruckoj wydał dekret o wprowadzeniu stanu wyjątkowego w Czeczenii i Inguszetii (w miesiąc później Ingusze w referendum wypowiedzieli się za oddzieleniem się od Czeczenii), który miał obowiązywać od 8 listopada. Spotkało się to ze sprzeciwem zarówno mediów i parlamentu, jak i przedstawicieli resortów. Borys Jelcyn wymusił jednak realizację dekretu, a dodatkowo zdecydował się na interwencję militarną w Czeczenii, w której to na lotnisku w Groznym wylądował oddział komandosów. Jego misja przywrócenia w Czeczenii rosyjskich porządków zakończyła się kompletnym fiaskiem, bowiem już na lotnisku został otoczony przez oddziały Dudajewa i zmuszony do odlotu. 11 listopada Rada Najwyższa ZSRR odwołała dekret o stanie wojennym w Czeczenii. 8 grudnia 1991 podpisano tzw. porozumienie białowieskie likwidujące ZSRR a powołujące jednocześnie Wspólnotę Niepodległych Państw.
12 marca 1992 czeczeński parlament uchwalił konstytucję niepodległej Czeczenii. Dzień później, Gruzja jako jedyne państwo, uznało deklarację niepodległości Czeczenii. Prezydentem Gruzji był wtedy Zwiad Gamsachurdia, późniejsi prezydenci zachowywali się tak, jakby tej decyzji nie było (zgodnie z prawem międzynarodowym nie można cofnąć raz podjętej decyzji o uznaniu kraju). Niepodległość Czeczenii uznawał też Afganistan pod rządami talibów. 31 marca 1992, Czeczenia odmówiła podpisania układu o wstąpieniu w skład Federacji Rosyjskiej, pozostając formalnie poza państwem rosyjskim. Natomiast Inguszetia już jako osobna republika powstała 4 czerwca 1992 przystąpiła do Federacji Rosyjskiej. Po ogłoszeniu niepodległości skończyły się dotacje z Moskwy, zaś wycofanie się ekonomiczne zaczęło destabilizować czeczeńską gospodarkę. Władze rosyjskie zaczęły przedstawiać gospodarkę czeczeńską jako bazującą na przestępstwach i mafii, a obraz taki miał oddziaływać zarówno na mieszkańców Rosji, jak i Czeczenii, doprowadzając do jej destabilizacji. Miało to swój skutek w postaci m.in. masowej emigracji Rosjan z Czeczenii, która z kolei stała się w Rosji pożywką dla propagandowych oskarżeń o łamanie praw mniejszości w Czeczenii. Władze w Moskwie zbyt słabe na bezpośrednią interwencję, zaczęły więc wspierać finansowo i wywiadowczo opozycję w Czeczenii, podejmując działania zakulisowe prowadzone przez służby specjalne, m.in. wspierając opozycję wobec prezydenta Dudajewa, w tym kilka nieudanych prób zbrojnego przewrotu. Jednym z takich działań było zwerbowanie przez Federalną Służbę Bezpieczeństwa Rusłana Łabazanowa, kryminalisty zwolnionego z celi śmierci w Piatigorsku, który zinfiltrował otoczenie prezydenta Dudajewa, został oficerem jego gwardii a później stał się głównym organizatorem finansowanej z budżetu Rosji opozycji antyprezydenckiej.
16 kwietnia 1992 Boris Gromow (I zastępca ministra obrony Federacji Rosyjskiej) i prezydent Dudajew podpisali porozumienie o wyprowadzeniu z Czeczenii wojsk byłego ZSRR. Realizował je nowy minister obrony Federacji Rosyjskiej Pawieł Graczow, wydając 28 maja 1992 rozkaz ewakuacji. Kontrowersje budził fakt, iż rozkaz zawierał pozostawienie na miejscu, w Czeczenii, 50 procent broni, amunicji i sprzętu wojskowego, której jednak Czeczeni w pełni nie przejęli, gdyż część uzbrojenia została później przez Rosjan przehandlowana Ormianom i Azerom walczącym w wojnie karabaskiej oraz Abchazom walczącym w wojnie w Abchazji.
Wiosną 1993 r. Dżochar Dudajew zadekretował rozwiązanie parlamentu, w następstwie czego Czeczenię sparaliżowały protesty i strajki, zaś opozycja parlamentarna pod przywództwem Jusupa Sosłambekowa zaczęła przygotowywać votum nieufności. 4 kwietnia 1993 roku oddziały Dudajewa zajęły ratusz w Groznym i zniszczyły karty do głosowania. Dudajew nie widząc możliwości współpracy z parlamentem, zdecydował 17 kwietnia 1993 o wprowadzeniu rządów prezydenckich. Czeczenia 16 stycznia 1994 przyjęła nazwę Czeczeńska Republika Iczkerii.
Prezydent Dudajew szukał porozumienia z władzami rosyjskimi. W 1993 napisał list do premiera Wiktora Czernomyrdina, a zgodnie z tym co potwierdził później szef ochrony Borysa Jelcyna, Aleksandr Korżakow, Dudajew w 1994 dzwonił osiem razy do administracji prezydenta Jelcyna, który nie był o tym powiadamiany. Decyzje dotyczące Czeczenii (w tym późniejsze o rozpoczęciu wojny) podejmowali bowiem Siergiej Fiłatow – szef administracji kremlowskiej, Pawieł Graczow – minister obrony oraz wicepremier Siergiej Szachraj. Ta grupa bowiem wychodziła z założenia, że z Dudajewem nie można się porozumieć, a zareagować można tylko siłą. Zanim doszło do wybuchu wojny, na terenie sąsiadujących z Czeczenią terytoriów rosyjskich (Kraj Stawropolski i Krasnodarski) pojawiały się przypadki akcji terrorystycznych dokonywanych przez Czeczenów, jak np. porwania autobusów i samolotów. Były one jednym z powodów późniejszej decyzji o interwencji zbrojnej w Czeczenii. Co więcej decyzję tę potwierdziło pojawienie się w Czeczenii wyraźnej zbrojnej opozycji wobec Dudajewa – organizowanej przez byłe elity partii komunistycznej, dawnych członków Frontu Ludowego i rozczarowanych byłych zwolenników Dudajewa. To ostatecznie przekonało wąskie grono na Kremlu, że reakcja militarna z jednej strony jest nieodzowna, z drugiej zaś daje pewność sukcesu, którego tak potrzebował Borys Jelcyn, którego notowania od 1993 sukcesywnie spadały. 9 grudnia wydał on dekret o „rozbiciu zbrojnych formacji w Czeczenii”. Mówił w nim o potrzebie zagwarantowania bezpieczeństwa państwa oraz nieprzestrzeganiu w Czeczenii praw człowieka, wolności obywatelskich oraz porządku publicznego.

### I wojna w Czeczenii (1994–1996)

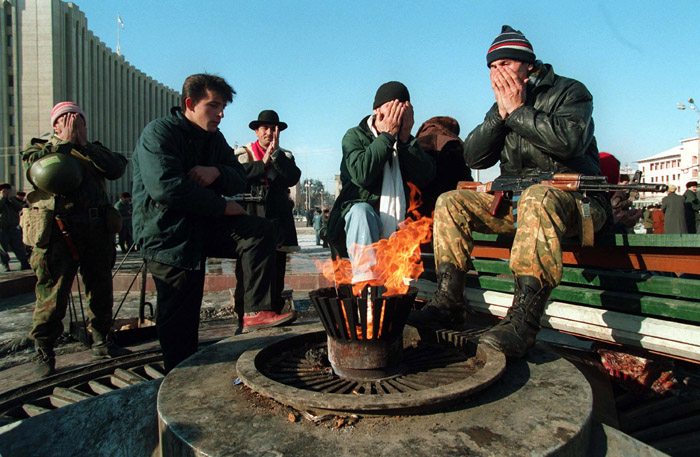
Zwolennicy Dudajewa modlą się przed Pałacem Prezydenckim w Groznym, grudzień 1994

11 grudnia 1994 do republiki wkroczyły wojska rosyjskie. Po szybkim zajęciu Groznego, rosyjscy żołnierze nie byli go w stanie odpowiednio bronić, wpadając w pułapki zmasowanych ataków czeczeńskich partyzantów. Na tę sytuację, Borys Jelcyn zareagował wzmożeniem ataku na czeczeńską stolicę, w tym także po raz pierwszy od II wojny światowej zdecydowano się na bombardowanie z powietrza europejskiego miasta, co rozpoczęło się 22 grudnia, gdy na dzielnice mieszkalne i ludność cywilną zaczęły spadać bomby. Walki o zdobycie Groznego, w tym przede wszystkim sposób w jaki to czyniło rosyjskie wojsko (ciągłe bombardowania miasta, które było w 70% zamieszkane przez Rosjan), wzbudziły duże kontrowersje w Rosji. Dodatkowo, gdy Dudajew zaprosił do Groznego wszystkich chętnych dziennikarzy i korespondentów z różnych krajów, dzienniki i programy informacyjne pełne były materiałów z niszczonego rosyjskimi bombami Groznego. Ocenia się, że wskutek bombardowań i ostrzału artyleryjskiego podczas ataku na Grozny, zginęło 25 tys. osób spośród ludności cywilnej, a następnie 35 tys. cywilów i żołnierzy zginęło wkrótce. Olbrzymie straty wśród żołnierzy, jak i ludności cywilnej, nieudolność przeprowadzania operacji militarnej oraz późniejsze nadrabianie strat przez użycie jeszcze większej siły wzbudzało w Rosji duże oburzenie, a sam konflikt czeczeński spolaryzował rosyjską opinię publiczną. Od lutego 1995, kiedy Rosjanie zdobyli Grozny, a szef sztabu czeczeńskich sił zbrojnych Asłan Maschadow rozkazał żołnierzom czeczeńskim wycofać się ze stolicy, w Czeczenii rozpoczęły się walki partyzanckie.
Intensywne działania wojenne spowodowały, iż do czerwca 1995 zabito w Czeczenii 30 tysięcy ludzi (ponad połowę stanowiły dzieci). Olbrzymie straty w ludności cywilnej pchnęły Szamila Basajewa (jednego z głównych komendantów polowych) do dokonania aktu terrorystycznego w Budionowsku 14 czerwca 1995. Podczas niego Basajew wraz ze swym oddziałem zajął szpital i ogłosił, że wystrzela zakładników, jeśli Rosja nie przerwie działań wojennych w Czeczenii. Doprowadziło to do pertraktacji z premierem Wiktorem Czernomyrdinem, w wyniku których rosyjskie wojska czasowo wstrzymały działania wojenne w Czeczenii, a Szamil Basajew ze swym oddziałem mógł bezpiecznie wyjechać z Budionowska i wrócić do Czeczenii. Wydarzenia w Budionnowsku dały pierwszą od początku wojny szansę na pokój. Trwające od 21 czerwca do 30 lipca 1995 negocjacje przyniosły quasi ograniczone zawieszenie broni, którego jednak obie strony w pełni nie realizowały. 6 października 1995, gdy w zamachu ranny został dowódca Połączonej Grupy Wojsk, gen. Anatolij Romanow, ostatecznie zawieszenie broni przestało obowiązywać i powrócono do działań wojennych.
Po ponownej intensyfikacji działań wojennych na przełomie stycznia i lutego 1996 roku, grupa ok. 600 bojowników pod wodzą Asłana Maschadowa zdołała odbić Grozny, by po trzech dniach, nie niepokojona przez nikogo, wycofać się z miasta. Po tak wizerunkowej porażce, z końcem marca 1996 Moskwa zaczęła się zastanawiać nad w miarę satysfakcjonującym wyjściem z Czeczenii.

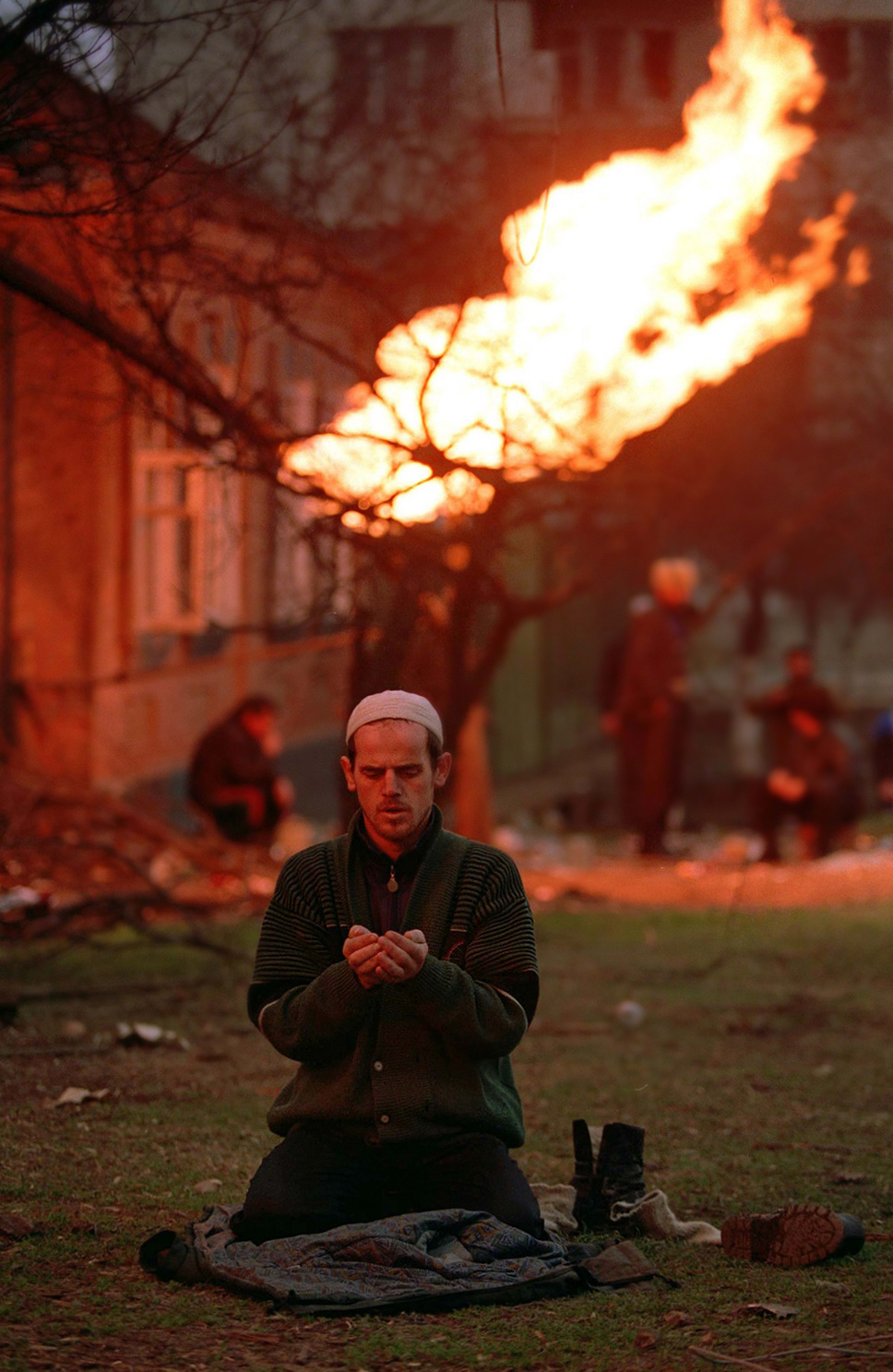
Czeczen modlący się podczas rosyjskiej inwazji na Grozny, 1995

21 kwietnia 1996 po zabójstwie Dżochara Dudajewa, obowiązki prezydenta Czeczeńskiej Republiki Iczkerii przejął Zelimchan Jandarbijew. 27 maja 1996 wraz z Asłanem Maschadowem przyleciał on do Moskwy na rozmowy pokojowe, zakończone podpisaniem rozejmu. Po spotkaniu z delegacją czeczeńską, na drugi dzień, Borys Jelcyn, prowadząc kampanię wyborczą, poleciał do Groznego, na spotkanie z rosyjskimi żołnierzami, którym pogratulował zwycięstwa w wojnie. Po powrocie z Moskwy, 29 maja 1996 Asłan Maschadow, zgodnie z podpisaną na Kremlu dwa dni wcześniej umową, wydał rozkaz oddziałom czeczeńskim wstrzymania działań bojowych. 8 lipca (dzień po ogłoszeniu wyników wyborów prezydenckich w Rosji, wygranych przez Borysa Jelcyna), dowódca rosyjskiej grupy Wojsk Kaukaskich Wiaczesław Tichomirow przedstawił Czeczenom nowe ultimatum, grożąc wznowieniem walk. Dzień później, dowództwo wojsk federalnych w Czeczenii wprowadziło godzinę policyjną oraz rozpoczęło bombardowania Czeczenii, które objęły m.in. takie miejscowości jak Szatoj, Wiedieno, Nożaj Jurt, Aczchoj-Martan czy Gechi. Zgodnie z umową, Rosjanie nie zlikwidowali ani jednego tzw. „punktu filtracyjnego” w Czeczenii. Rankiem 6 sierpnia 1996, Czeczeni widząc brak chęci do utrzymania rozejmu przez Rosjan, rozpoczęli kontrofensywę, w wyniku której odbity został Grozny a broniące go rosyjskie wojska poniosły zupełną klęskę. 30 sierpnia 1996 w Chasawjurcie, generałowie Aleksandr Lebied i Asłan Maschadow podpisali rozejm, kończący pierwszą wojnę czeczeńską. Na jego mocy wszystkie strony wyrzekały się użycia siły, potwierdzono prawo do samostanowienia a problem statusu republiki został odłożony na 5 lat. Wojska rosyjskie wycofano z Czeczenii.

### Druga niezależność (1996–1999)
W wyborach przeprowadzonych 27 stycznia 1997 – nadzorowanych przez międzynarodowych obserwatorów, ale kwestionowanych w Rosji ze względu na udział w nich mniej niż połowy uprawnionych do głosowania – prezydentem Czeczeńskiej Republiki Iczkerii został wybrany Asłan Maschadow. 12 maja 1997 podpisano w Moskwie rosyjsko-czeczeński traktat pokojowy. Mimo pokoju, sytuacja w Czeczenii nie uległa poprawie, a pod wieloma względami pogorszyła się. Dwuletni konflikt zbrojny zradykalizował całe pokolenie młodszych Czeczenów, pogłębił podziały w łonie czeczeńskiego przywództwa i pokazał, że przemoc może stanowić niezłe źródło utrzymania w sytuacji, gdy państwo praktycznie upadło. Konflikt na szczytach władzy, walki między klanami, duża przestępczość i ciągła penetracja przez rosyjskie służby powodowała, że Czeczenię ciągle trawiły niepokoje a kraj ten nie był w stanie normalnie się rozwijać.

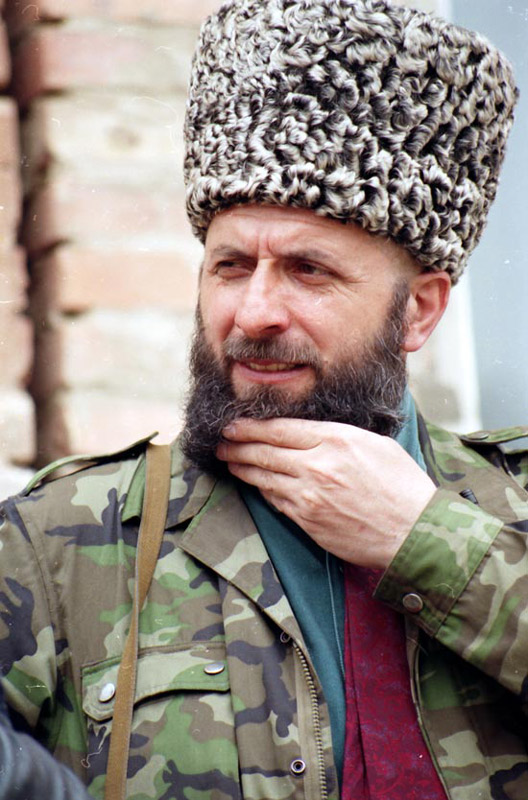
Zelimchan Jandarbijew
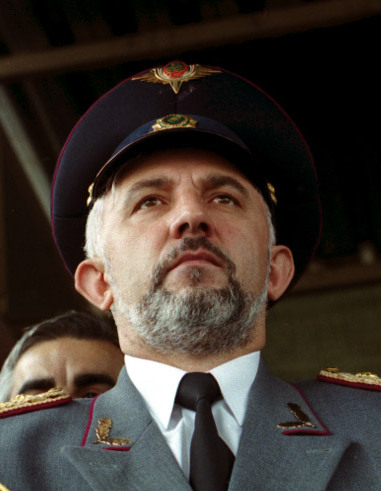
Asłan Maschadow
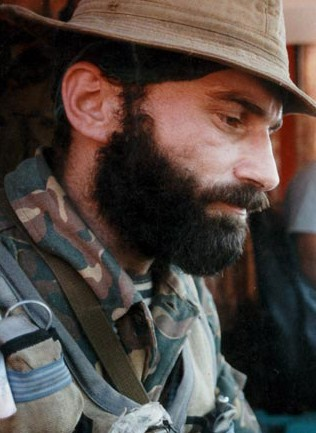
Szamil Basajew

Jednak sytuacji wewnętrznej nie zmieniło krótkotrwałe mianowanie premierem uznanego przez Rosję za terrorystę Szamila Basajewa. W latach 1997–1999 miały miejsce liczne porwania ludzi dla okupu, którymi zajmowały się głównie czeczeńskie klany i gangi przestępcze. Porwania dotyczyły zwłaszcza cudzoziemców, łącznie z przypadkami ich zabijania w przypadku nieuzyskania wykupu – najbardziej znane jest zabójstwo w grudniu 1998 czterech Brytyjczyków i Nowozelandczyka. W maju 1998 porwano przedstawiciela prezydenta Rosji w Czeczenii Walentina Własowa, a w marcu 1999 rosyjskiego generała Konstantina Szpiguna. Zdarzenia takie dotknęły też obywateli polskich. W grudniu 1997 porwano pięciu Polaków (m.in. Marka Kurzyńca). Natomiast 8 sierpnia 1999 na terytorium sąsiedniego Dagestanu uprowadzono dwie Polki: prof. Zofię Fiszer-Malanowską i doc. Ewę Marchwińską-Wyrwał. To ostatnie porwanie przypisuje się grupie braci Achmadowów. Władze republiki wysuwały oskarżenia, że proceder ten jest inspirowany przez rosyjskie służby specjalne – o zabójstwo w 1996 sześciu lekarzy Czerwonego Krzyża obwiniono zamieszkałego w Moskwie Adama Denijewa jako agenta (lub pułkownika) FSB, a zabójstwem Brytyjczyków i Nowozelandczyka obciążono Arbi Barajewa jako kolaboranta i agenta FSB, pomimo tego, że do jego zabicia przez armię federalną w 2001 rzekomo nie był przez te władze niepokojony.
Pod protektoratem Szamila Basajewa i Zelimchana Jandarbijewa – zwolenników kontynuowania walki zbrojnej aż do wyparcia Rosjan z całego Kaukazu – w Czeczenii utworzono kilka obozów szkoleniowych kształcących wojowników świętej wojny z całego Kaukazu. Czeczeni, ale także Arabowie i inni, którzy walczyli razem z mudżahedinami w Afganistanie zauważyli w Czeczenii kolejną arenę światowego dżihadu. Spowodowali oni szereg zbrojnych incydentów i akcji terrorystycznych, zwłaszcza w sąsiednim Dagestanie. Coraz większe wpływy w republice zdobywał radykalny islam, w tym pochodzący z Arabii Saudyjskiej wahhabici. Czeczenia, w której dotychczas istniała wyraźna granica między polityką a religią, zaczęła ulegać wpływom islamistów, którzy starali się zaszczepić w niej obcy jej kulturowo wahhabizm. Zwolennikami implementacji tej ideologii w Czeczenii stali się Szamil Basajew, Salman Radujew, Zelimchan Jandarbijew, Arbi Barajew i bracia Achmadowowie – najbardziej znani spośród byłych dowódców polowych, a później wahhabitów w Czeczenii. Stworzyli oni drobne partie które utworzyły Kongres Narodów Iczkerii i Dagestanu, domagający się wprowadzenia tam szariatu i odsunięcia prezydenta Maschadowa od władzy. Ten zaś publicznie skrytykował działalność tej organizacji oraz masowych porwań, w które według Maschadowa częściowo byli zamieszani ci dawni byli dowódcy polowi. Ulegając naciskom, 3 lutego 1999 prezydent Maschadow wydał dekret o wprowadzeniu szariatu w Czeczenii. Radykalne reformy wzmocniły żądania fundamentalistów którzy zadeklarowali, iż domagają się wypędzenia Rosjan z Kaukazu i utworzenie islamskiego państwa, obejmującego oprócz Czeczenii także rosyjski Dagestan.
Nie mając dostatecznej siły do wywarcia na jego oponentach presji, a jednocześnie obawiając się rozlewu bratniej krwi w Czeczenii, Maschadow szukał pomocy w Moskwie. Osobą oddelegowaną przez niego był Turpał-Ali Atgierijew – minister bezpieczeństwa Czeczeńskiej Republiki Iczkerii, który kilkakrotnie jeździł na spotkania z Rosjanami. Telefonicznie rozmawiał także z ówczesnym szefem FSB Władimirem Putinem, którego ostrzegał o możliwości przygotowywania przez wahhabitów militarnych działań prowokacyjnych w Dagestanie. Kiedy kolejny raz, wiosną 1999 pojawił się w Moskwie, został aresztowany przez FSB na lotnisku Wnukowo.
W maju 1999, zaraz po wyborze na stanowisku premiera Rosji, Siergiej Stiepaszyn w swoją pierwszą podróż pojechał do Dagestanu, aby tam odwiedzić wioski Karamachi i Czabanmachi, znajdujące się w rejonie Botlicha i Chasawjurtu. Trzy miesiące później, lider dagestańskich wahhabitów Bagaudtin Magomiedow, dotychczas zajmujący się porwaniami dla pieniędzy dzięki pomocy wieloletniego agenta FSB Kazimagomieda Magomiedowa, wezwał na pomoc Szamila Basajewa. Ten zaś, wraz ze swoimi oddziałami oraz oddziałami jego najbliższego towarzysza, pułkownika al-Chattaba, 8 sierpnia 1999 przekroczyli granicę Dagestanu w rejonie Botlicha i Chasawjurtu i weszli do wiosek Karamachi i Czabanmachi, wpadając tam w pułapkę i opór ze strony ludności miejscowej oraz czekających na nich oddziałów rosyjskich. Dzień później Siergiej Stiepaszyn został zdymisjonowany z funkcji premiera Rosji, a jego następcą został Władimir Putin – szef FSB i zarazem sekretarz Rady Bezpieczeństwa Rosji. Basajew i al-Chattab zdążyli wycofać się ze swoimi oddziałami do Czeczenii niezatrzymywani przez rosyjskie patrole i krążące nad nimi rosyjskie śmigłowce.
Kilka miesięcy później w wywiadzie udzielonym „Niezawisimoj Gazietie”, Siergiej Stiepaszyn stwierdził, że rosyjskie plany inwazji na Czeczenię (opracowane ze wiedzą szefa FSB) sporządzono już w marcu 1999, z przewidywanym planem ataku na sierpień lub wrzesień.

### II wojna w Czeczenii
We wrześniu 1999 Rosją wstrząsają zamachy bombowe na budynki mieszkalne, o które władze rosyjskie obwiniły czeczeńskich separatystów. Wydarzenia te strona rosyjska podała jako uzasadnienie do kolejnej interwencji militarnej. Z kolei pod adresem rosyjskich służb specjalnych wysuwane są zarzuty prowokacji. Maschadow potępił zarówno zamachy, jak i wejście Basajewa do Dagestanu. Po tygodniu bombardowań z powietrza, 1 października 1999 premier Władimir Putin rozpoczął nową ofensywę lądową w Czeczenii.
W 2000 r. Rosjanie zajęli większą część kraju, zaś zwolennicy niepodległości Czeczenii przeszli do walki partyzanckiej.
W 2002 roku, pomimo trwania walk partyzanckich, Rosja oficjalnie ogłosiła zakończenie działań wojennych i zaczęła stopniowo wprowadzać w Czeczenii za pomocą działań politycznych tzw. plan normalizacji.
23 marca 2003 w Czeczenii przeprowadzono referendum konstytucyjne. Jednym z najważniejszych postanowień nowej konstytucji republiki było pozostanie w Federacji Rosyjskiej. Według strony rosyjskiej w wyborach udział wzięło niemal 90% uprawnionych do głosowania i prawie 96% opowiedziało się za zaproponowaną przez władze rosyjskie konstytucją. Według wielu komentatorów dane te są nieprawdziwe. Również warunki, w jakich było przeprowadzone głosowanie, budziły zastrzeżenia. Według wielu obserwatorów Rady Europy referendum powinno być przełożone na czas uspokojenia się sytuacji w regionie. Zastrzeżenia budziło również głosowanie samych żołnierzy, którzy na stałe stacjonowali (zdaniem zwolenników niepodległości jako okupanci) w republice i stanowili około 10% wyborców. Zdaniem władz rosyjskich zastrzeżenia te nie wpłynęły jednak na sam wynik referendum, twierdziły one, że sama ludność czeczeńska jest zmęczona przeciągającymi się działaniami wojskowymi i w zdecydowanej większości poparła uchwalenie konstytucji. Zwolennicy niepodległości nawoływali do bojkotu referendum, a jego wyniki uważają za sfałszowane (przynajmniej w kwestii podanej wysokiej frekwencji). Strona rosyjska zaprzecza tym oskarżeniom. Niektórzy politycy krajów Unii Europejskiej uznali referendum za „krok w dobrym kierunku”. Natomiast zdecydowanie krytycznie o referendum wypowiadały się organizacje praw człowieka, podzielając wymienione wyżej zastrzeżenia.
Czeczenia 2 kwietnia 2003 stała się częścią Federacji Rosyjskiej, czego nie uznały władze Czeczeńskiej Republiki Iczkerii. Projekt konstytucji przedłożył Achmat Kadyrow – poprzednio Wielki Mufti Czeczenii i jeden z dowódców polowych, po przejściu na stronę sił federalnych w 1999 roku, a od 2000 roku szef prorosyjskiej administracji republiki. 5 października 2003 w wyniku wyborów prezydenckich (których uczciwość i ważność była kwestionowana przez obecnych na miejscu międzynarodowych obserwatorów, m.in. OBWE), Achmat Kadyrow został pierwszym prezydentem Republiki Czeczenii, wchodzącej w skład Federacji Rosyjskiej. 9 maja 2004 zginął on w zamachu na stadionie w Groznym w trakcie obchodów Dnia Zwycięstwa, w wyniku eksplozji ładunku wybuchowego, wmurowanego pod trybunę honorową. Tydzień później do organizacji zamachu przyznał się czeczeński komendant polowy Szamil Basajew, tłumacząc, że działał w imię „świętego prawa islamskiego”, a celem ataku byli „zdrajcy narodu czeczeńskiego”. Asłan Maschadow początkowo poparł zamach, jednakże później go potępił z uwagi na fakt, iż jego ofiarami – obok polityków prorosyjskich i członków sił bezpieczeństwa (ciężko ranny został m.in. ówczesny dowódca sił armii rosyjskiej w Czeczenii, gen. Baranow) – były również osoby postronne. Po śmierci Achmata, drugim prezydentem Republiki Czeczenii wybranym w wyborach (w sierpniu 2004) został ekonomista Ału Ałchanow, jednakże prawdziwe rządy w Czeczenii przejął syn Achmata – Ramzan Kadyrow. Formalnie stanął na czele republiki jako jej prezydent w 2007, gdy Ału Ałchanow podał się do dymisji.
Kadyrowowie, na początku skrajnie niepopularni, z czasem wywalczyli sobie bardzo silną pozycję. Dzięki serii amnestii tysiące bojowników w Czeczenii zdecydowało się złożyć broń, a duża część z nich później podejmowała służbę w formacjach zbrojnych kontrolowanych przez Kadyrowów. Zaczęli wracać także emigranci polityczni. Choć dla pozostających w partyzantce bojowników czeczeńskich Ramzan Kadyrow jest uważany za polityka prorosyjskiego, to w rządzonej przez siebie republice ograniczył rosyjskie wpływy, między innymi doprowadzając do radykalnego zmniejszenia liczebności stacjonujących tu wojsk rosyjskich. To, oraz szereg innych działań prezydenta Kadyrowa to elementy tzw. „czeczenizacji” Czeczenii, czyli przejmowania władzy i wpływów przez wiernych Kremlowi Czeczenów. Ramzan Kadyrow, za poparciem Kremla, w pełni przejął kontrolę nad Czeczenią. Pozbył się opozycji, zastraszając oponentów lub zmuszając ich do wyjazdu. Jednocześnie zaczął wprowadzać stabilizację i odbudowywać Czeczenię ze zniszczeń. W 2009 port lotniczy w Groznym otrzymał status lotniska międzynarodowego, co dało Czeczenom możliwość większego otwarcia na świat.
8 marca 2005 wskutek operacji wojsk rosyjskich, został zabity Asłan Maschadow, ciągle stojący na czele Czeczeńskiej Republiki Iczkerii. Jego następcą został Chalim Sadułajew, który rok później został zabity w wyniku operacji bojowej prorosyjskiej milicji czeczeńskiej i FSB. Wśród zwolenników niepodległości doszło później do wewnętrznego skłócenia na skutek radykalizacji poglądów części polityków. Głównym celem stała się już nie sama niepodległość Czeczenii, ile stworzenie na Kaukazie islamskiego emiratu. 31 października 2007 lider islamistów z Iczkerii Doku Umarow ogłosił likwidację Czeczeńskiej Republiki Iczkerii i utworzenie Emiratu Kaukaskiego – islamskiego państwa obejmującego cały Kaukaz Północny. Decyzja ta spowodowała nowy konflikt wśród zwolenników niepodległości kraju. Część czeczeńskiej emigracji niepodległościowej także nie uznała owego emiratu – liderem tego skrzydła niepodległościowego pozostaje Ahmad Zakajew.
Strona rosyjska wielokrotnie ogłaszała koniec drugiej wojny czeczeńskiej, po raz ostatni 16 kwietnia 2009, jednak w rzeczywistości operacje wojskowe prowadzono także po tej dacie. W latach 2009–2017 wciąż toczył się nieregularny konflikt pomiędzy oddziałami rosyjskimi a terrorystami powiązanymi z ISIS.

## Prawa człowieka i zbrodnie wojenne
Zdaniem obserwatorów, łamanie praw człowieka i zbrodnie wojenne popełniane przez obie strony konfliktu były na porządku dziennym, stając się integralną częścią konfliktu. Są one dokumentowane przez organizacje pozarządowe: Moskiewskie Centrum Praw Człowieka „Karta” czy Międzynarodową Helsińską Fundację Praw Człowieka.
Według oficjalnych danych po stronie rosyjskiej w konflikcie zginęło ok. 5 tys. żołnierzy armii federalnej i wojsk MSW. Według sieci zrzeszającej matki zabitych żołnierzy, prawdziwa liczba sięga 11 do 12 tys. osób.
Dane o ofiarach po stronie czeczeńskiej, niewątpliwie znaczne, są trudne do ustalenia – znany polski publicysta, znawca z pobytów na miejscu problemów republik postradzieckich, Wojciech Jagielski, podał we wrześniu 2004, że mogą one sięgać liczby od 100 do 200 tysięcy osób. Również cytowany przez prasę jako wyraziciel opinii separatystów elektroniczny KavkazCenter (rezydujący na różnych serwerach) podaje sprzeczne i różne dane jak np. że straty ludności cywilnej (bez uściślenia, ale prawdopodobnie od początku II wojny) wahają się od 40 do 55 tysięcy (na październik 2003).
Istniejące w czasie konfliktu rosyjskie tzw. obozy filtracyjne, porównywane były w różnych opiniach do obozów koncentracyjnych. Z różnych źródeł, również rosyjskich, pochodziły informacje o zbrodniach armii rosyjskiej przeciwko ludności cywilnej – wymieniano gwałty, mordy, uprowadzenia, handel organami ludzkimi, handel zwłokami, tortury, okaleczanie ludzi oraz tzw. zaczystki – czyli łapanki, podczas których terroryzowana była cała wieś. Również stronę czeczeńską obwiniano o dokonywanie rozmiarami podobnych do rosyjskich masowych zbrodni, jak np. mordowanie jeńców czy ludności rosyjskiej zamieszkującej tereny republiki. Raport międzynarodowej organizacji Human Rights Watch donosi, że do połowy 2006 w wyniku tortur zmarło 100 osób.

## Ludność

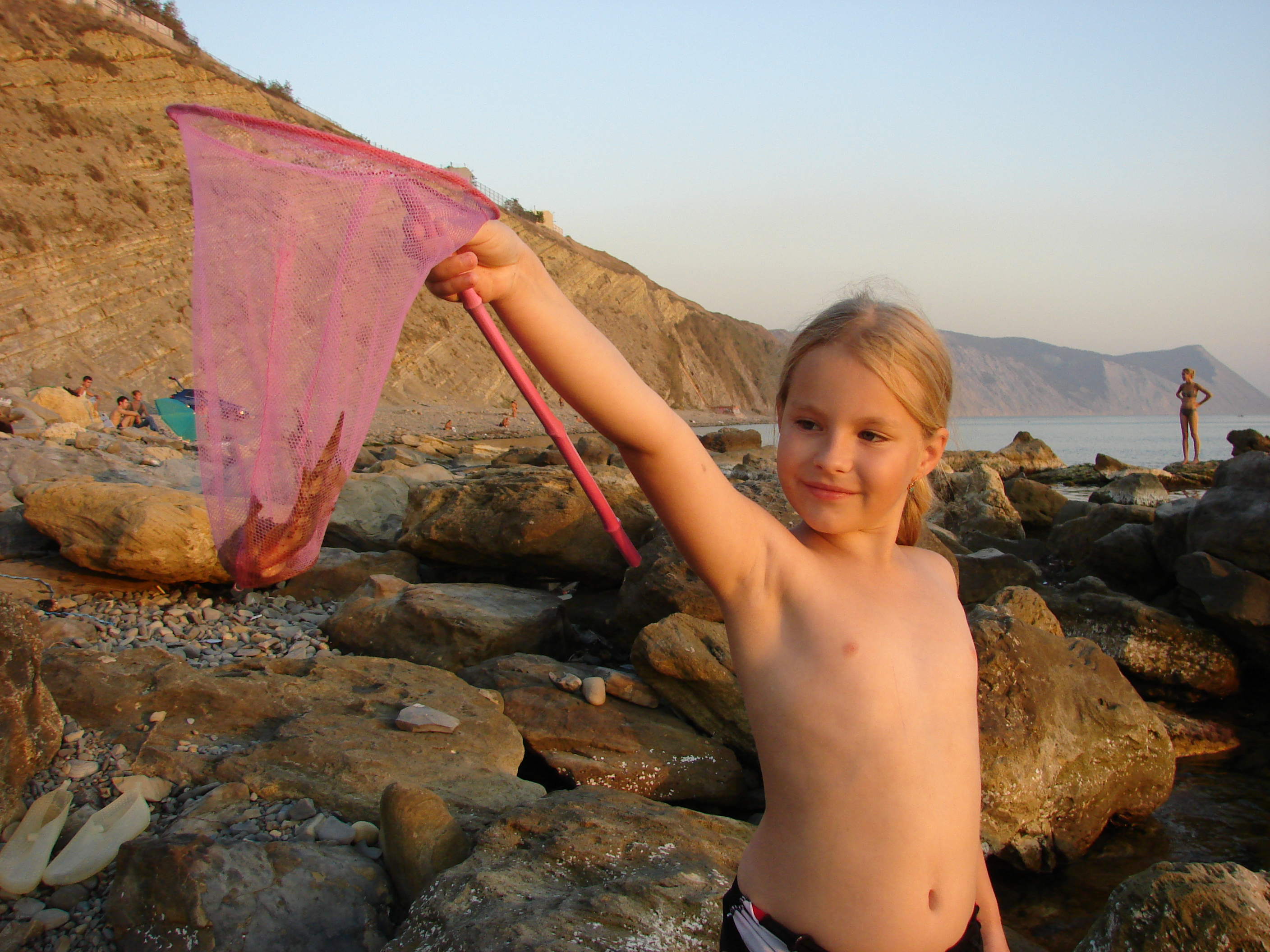
Czeczeńska dziewczynka łapiąca ryby nad brzegiem Aksaju

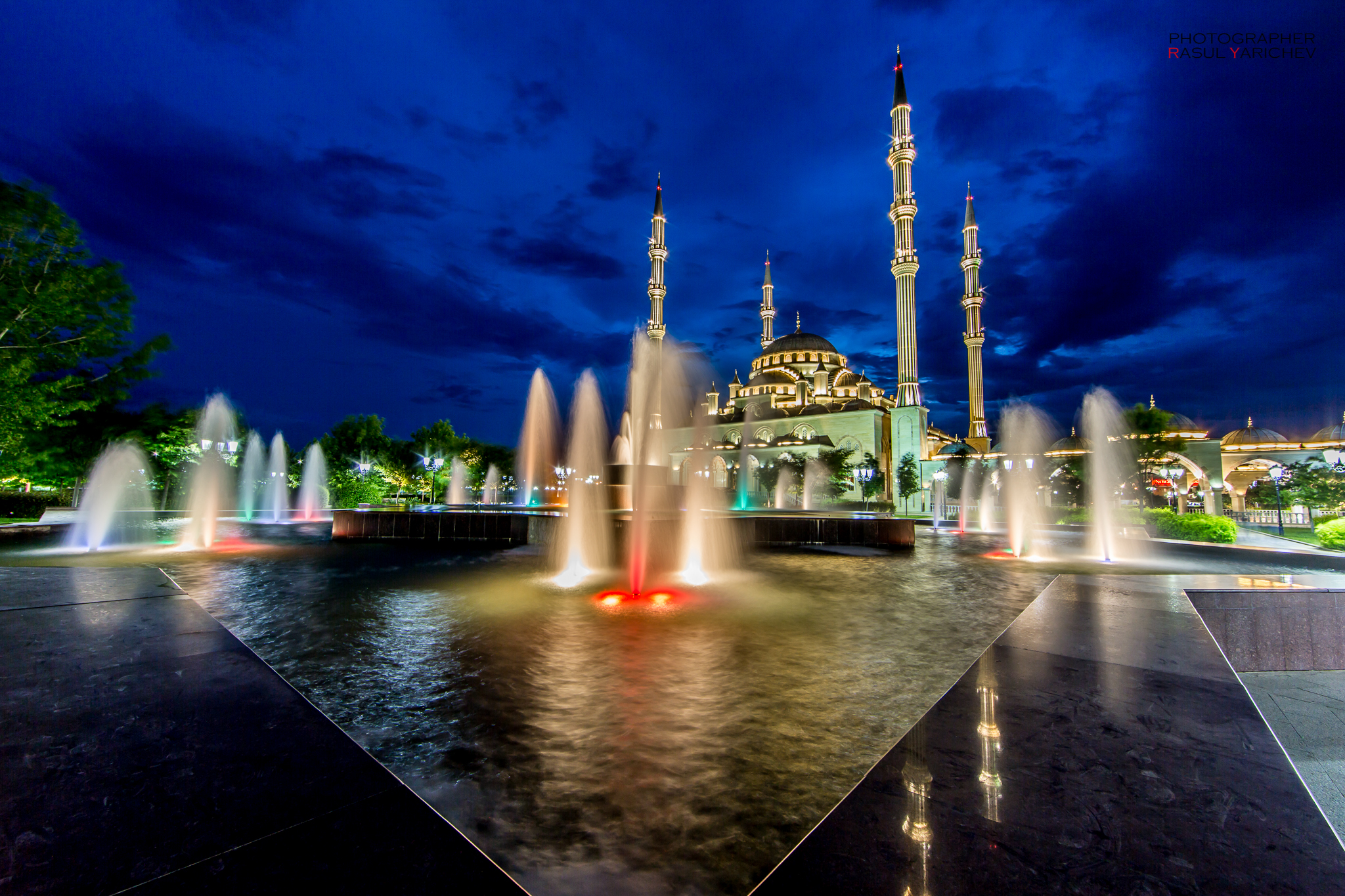
Meczet Achmada Kadyrowa

Według spisu ludności z 2010 Republikę zamieszkiwało 1,53 mln mieszkańców, w tym 95,2% Czeczenów, 1,9% Rosjan oraz 2,8% innych grup etnicznych. Straty wojenne i masowe przemieszczania się ludności sprawiły, że trudno było oszacować liczbę ludności zamieszkującej republikę w danym momencie, jak też inne ważne parametry demograficzne – podawano np. dane, że republika ma jedną z najmłodszych populacji w Federacji Rosyjskiej, o średnim wieku 22,5 lat, w tym mężczyźni zaledwie 21,5 lat. Były m.in. podawane opinie, że liczba ludności znacznie się zmniejszyła, przy czym miała się wahać od 800 tys. do 1,5 mln ludzi (ok. 40% w miastach). Z drugiej strony według danych spisu ludności Federacji Rosyjskiej z 2002 Czeczenię zamieszkiwało 1,1 mln ludzi, ze wskaźnikiem mężczyźni/kobiety 48,3% do 51,7%. Do Czeczenii powróciła większość uchodźców z sąsiednich republik Federacji Rosyjskiej – Inguszetii i Dagestanu. Czeczeni mają bardzo wysoki wskaźnik przyrostu naturalnego.
Znaczna większość Czeczenów to wyznawcy islamu sunnickiego. Jest ich około 96%.

## Podział administracyjny
W skład Republiki Czeczenii wchodzą 3 miasta o znaczeniu republikańskim i 15 rejonów.
Rejony (w nawiasie podano ośrodek administracyjny):
1. rejon naurski (Naurskaja)
2. rejon szełkowski (Szełkowskaja)
3. rejon nadtierieczny (Nadtieriecznoje)
4. rejon grozneński (Staraja Sunża)
5. rejon gudermeski (Gudermes)
6. rejon sunżeński (Siernowodskaja)
7. rejon aczchoj-martanowski (Aczchoj-Martan)
8. rejon urus-martanowski (Urus-Martan)
9. rejon szaliński (Szali)
10. rejon kurczałojewski (Kurczałoj)
11. rejon itum-kaliński (Itum-Kali)
12. rejon szatojski (Szatoj)
13. rejon wiedieński (Wiedieno)
14. rejon nożaj-jurtowski (Nożaj-Jurt)
15. rejon szarojski (Szaroj)

Miasta o znaczeniu republikańskim:
- Grozny
- Argun
- Gudermes

## Gospodarka (stan na 2003 r.).

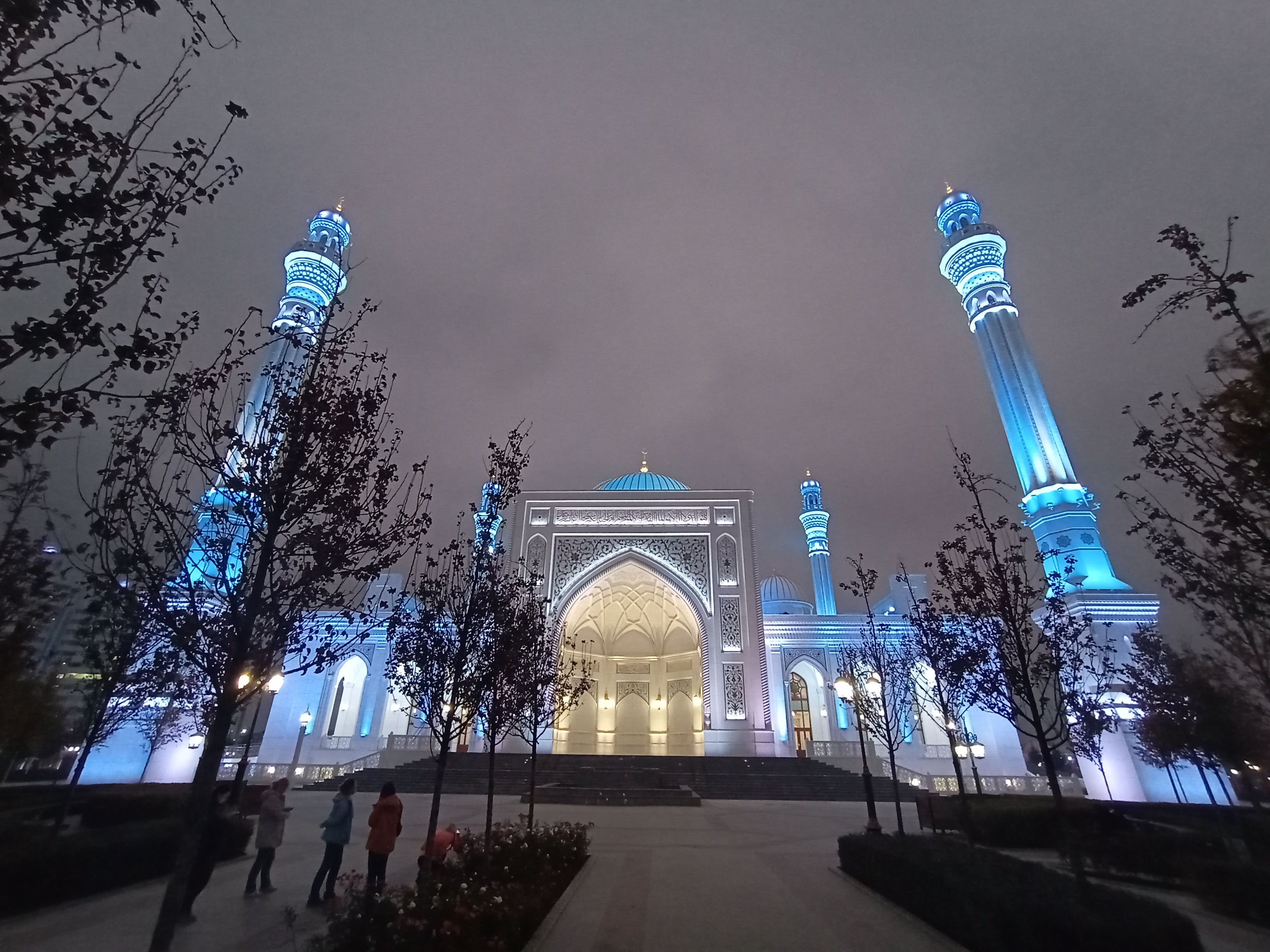
Wielki Meczet w Szali

Po 1991 r., a zwłaszcza w czasie wojny gospodarka Czeczenii upadła, zaś jej produkt narodowy stanowił niewielką część wartości sprzed rozpadu Związku Radzieckiego, co jest wynikiem zniszczenia ok. 80% potencjału ekonomicznego republiki. Odbudowano całkowicie jedynie przemysł naftowy, mający znaczenie dla metropolii. Funkcjonują też prymitywne rolnictwo i chów zwierząt, zaspokajające własne potrzeby chłopów i dające skromne nadwyżki na wymianę. Trwa powolna odbudowa przemysłu i usług.
Poziom bezrobocia sięga 73% (według zestawienia danych oficjalnych Goskomstatu z danymi spisu 2002 o liczebności grup wiekowych od 15 do 64 lat poziom ten wynosi 48%), co jest jednym z najwyższych wskaźników w świecie i świadczy o zupełnym rozkładzie kraju i przejściu do gospodarki na poły „pierwotnej”. Ludność zajmuje się w dużej mierze przemytem, handlem wymiennym, a także żyje ze skąpych środków pomocowych. Według oficjalnych danych rządu rosyjskiego, od 2000 r. na odbudowę Czeczenii przeznaczono ok. 3 mld USD, ale faktycznie wydano 1/6 tej sumy – jej część została prawdopodobnie zdefraudowana przez urzędników rozmaitych szczebli. W najcięższej sytuacji są osoby żyjące ze środków budżetowych, w tym emeryci. Na stopę życiową ma też wpływ zły stan infrastruktury gospodarczej i społecznej, m.in. braki w zaopatrzeniu w wodę i energię.
Notuje się też liczne przestępstwa finansowe, jak fałszowanie pieniędzy, głównie dolarów – w Czeczenii jest najwyższy w Federacji Rosyjskiej stosunek operacji dolarowych do rublowych. Separatyści rozpoczęli też drukowanie nowej waluty, nahar, ale armia federalna zapobiegła jej upowszechnieniu.

## Strefa czasowa
Od 2014 r. Czeczenia należy do moskiewskiej strefy czasowej (MSK). UTC +4:00 przez cały rok. Wcześniej, przed 27 marca 2011 roku, na terenie republiki obowiązywał czas standardowy (zimowy) strefy UTC+3:00, i czas letni – UTC+4:00.

## Tablice rejestracyjne
Tablice pojazdów zarejestrowanych w Czeczenii mają oznaczenie 95 w prawym górnym rogu nad flagą Rosji i literami RUS. Poprzednio używano liczby 20.